# 華風月
華風月（はなふうげつ）は、尺八・神永大輔（リーダー）、詩吟＆歌＆ピアノ・鈴華ゆう子、二十五絃箏・いぶくろ聖志の3人で編成された和風ユニット。
詩吟などの古典音楽はもちろんのこと、オリジナルのポップス曲また著名楽曲のカバーを「和」のテイストを取り入れて演奏する。オリジナル曲の作詞作曲は、鈴華ゆう子といぶくろ聖志が担当。

## 結成までの経緯
2011年に日本コロムビア吟詠コンクール全国大会で優勝し、また同時期に「ミスニコ生2011」となった鈴華ゆう子が、翌年のニコニコ超会議ステージ出演するにあたって尺八・箏のメンバーをTwitterで募集し、結成された（なお、メンバー選定においては、「若くて見た目もかっこ良い」ことが条件の一つであったという）。
ユニット名は、各メンバーおよびその担当楽器のイメージが由来（鈴華＝華、神永＝風、いぶくろ＝月。ちなみに華の字は鈴華ゆう子の吟号「晟華（セイカ）」から）。初期のオリジナル曲「月食」では、1・2・3番の歌詞それぞれサビの部分に「月」「風」「華（花）」のキーワードを織り込んでいる。

## これまでの活動
2012年
2月、華風月結成。
4月にお披露目の初ライブ。当初の結成目的であったニコニコ超パーティに出演後も、東京都内またメンバーの出身地である福島県や茨城県を中心にライブ活動やイベント出演を継続する。
9月にライブDVD、10月にミニアルバムを発売。
10月、NHK水戸放送局「ニュースワイド茨城」「とれたてワイド茨城」に出演。また茨城新聞で特集掲載。
2013年
1月、茨城空港で単独ライブ。5月に1枚目のアルバム『湖上の月、流転の花』発売記念ライブをSARAVAH東京で行う（このライブは入江信吾の脚本とのコラボ企画で、2013年10月にも再演された）。
7月に茨城＆福島ツアー、8月に愛知ツアー。その他、各種のイベントにも出演。
12月に2枚目のアルバム『THEME OF 華風月』リリースを記念したライブを福島および茨城で開催。
2014年
1月、2ndアルバム全国流通記念ライブを東京で開催。
4月、詩吟・箏のワークショップをつくば、水戸で開催。同じく4月には華風月が母体となった和楽器バンドがレコード会社#日本国内の主なレコード会社（メジャー・レーベル）からデビュー。
5月に初の西日本ツアー（大阪・岡山・鳥取・京都）を開催。アクセサリーメーカーとのタイアップにより「シルバーアクセサリー華風月モデル」が発売開始。
6月、3枚目のアルバム『雨が明けたら』の発売記念ライブをラゾーナ川崎プラザソルで開催。
映画「なつやすみの巨匠』のイメージソングに「あの場所へ」（作詞・作曲：鈴華ゆう子）が決定。
7月、公式サイトがリニューアル。
8月、前年に続いての愛知ツアー。
10月、村松山虚空蔵堂でのイベントに出演、会場では酒造会社とのコラボによる「華風月お酒セット」が販売された。
11月から12月にかけ、ワンマンライブ「in大阪」「in東京」および初の九州公演となる「in福岡」を開催。
2015年
1月、前年に続いて埼玉県のショッピングモールでの新春イベントに出演。
3月、ニッポン放送「宇崎竜童のジャポニズムマイスター」に出演、公開収録の会場ではミニライブが披露された。同月、川崎市でワンマンライブ「春眠暁を覚えず」を開催。
5月に金峯山寺（世界遺産）のイベントで奉納演奏を行う。
10月、京都市東本願寺東山浄苑でワンマンライブ「夜墨水を下る」を開催。
2016年
1月、「華風月ワンマンライブ2016〜初春を寿ぐ〜」を渋谷マウントレーニアホールで開催。
3月、インターネットテレビ、いばキラTVの特別企画番組『ただいまIBARAKI!〜ただいまSP2016〜』に出演、生演奏の模様が配信された。
12月、アルバム『THEME OF 華風月』『雨が明けたら』のiTunes配信がスタート。
2017年
1月、「【華風月結成5周年記念ライブ】～月に照らされ、風に揺れる華～」を横浜ランドマークホールで開催。ライブ会場限定EP「月に照らされ、風に揺れる華」を販売。

2月、東京都内でイベントライブに出演。
3月、静岡県・河津バガテル公園でのイベントに出演。　
4月、アメリカ・ホノルルで開催のアニメ・コンヴェンションKawaii Konに出演、華風月としては初の海外公演となる。
6月、3年ぶりのリリースとなる4thアルバム、3枚組CD『淡き現に 夢かさね』を発表。発売記念公演「淡き現に 夢かさね」in 水戸 を開催。

9月、アメリカ・アトランタで開催のANIME WEEKEND ATLANTAに出演。

生音によるコンサート
アコースティック楽器の「生音」が客席に直接届くことにこだわった公演も行っている。
- 2013年12月8日　「いわきレコ発ワンマンライブ」 いわき アートスペースエリコーナ
- 2014年3月9日　「華風月と楽しむランチタイムライブ」 原宿 ルセーヌ館
- 2014年5月31日　「華風月生音ライブ 」 茗荷谷 ラ・リール

## 和楽器バンドとの関係
華風月メンバー3人とも、重複して和楽器バンドのメンバーでもある。2012年10月、3人に津軽三味線、和太鼓、ギター、ベース、ドラムを加えた編成によるボカロ曲「月・影・舞・華」の演奏を動画サイトに投稿し、これが後の和楽器バンドに発展するきっかけとなった。2013年4月、和楽器バンドへ参加。2014年4月に和楽器バンドがデビューした後も、3人は華風月として並行した演奏活動を行っている。
両バンドの関係について鈴華ゆう子は、「『和楽器バンド』は大きな会場で盛り上がるロックテイストの曲で、『華風月』は生音で年配の方にも響くような曲をと、全く違う音楽性を持っています。」とし、「しばらくは『和楽器バンド』『華風月』の二本立てでいきたいです。」と語っている。

## ディスコグラフィ

### アルバム
湖上の月、流転の花
2013年5月19日発売の1stアルバム。（販売は終了）
| トラックリスト |
| --- |
| 1. 竹林の風（instrumental） 2. そそら巡り 3. 太陽と月（ささやき） 4. 月食 5. 花鳥風月（instrumental） 6. おかえり（ささやき） 7. あの場所へ 8. 深紅 |

THEME OF 華風月
2013年12月発表、2014年1月19日に全国発売開始された2ndアルバム。全曲カバーで構成。
| トラックリスト |
| --- |
| 1. 古畑任三郎のテーマ 2. ラジオ体操第１ 3. ハナミズキ 4. 世界の車窓から 5. 涙そうそう 6. 太陽にほえろ！メインテーマ 7. TRUTH 8. 異邦人 9. ロマンスをもう一度 10. 万物創世記のテーマ 11. 雪の華 |

雨が明けたら
2014年6月18日発売開始の3rdアルバム。1stアルバム収録のオリジナル楽曲が新たに録音し直された。
| トラックリスト |
| --- |
| 1. 夕暮れ時の雨 2. 星降る丘 3. 月食 4. 幻想夜 5. 花鳥風月 6. かざぐるま 7. 竹林の風 8. 塒 9. そそら巡り 10. 深紅 11. 結ノ道.藍 12. あの場所へ |

淡き現に 夢かさね
2017年6月7日発売開始の4thアルバム。「華の章」「風の章」「月の章」からなる3枚組。

### 配信シングル
空っぽロボット
2020年4月発表、初のシングル（配信限定）
| トラックリスト              |
| --------------------------- |
| 1. 空っぽロボット 2. 機械島 |

### ミニアルバム
華風月の詩吟
2012年発表、主にライブ会場での発売
| トラックリスト                          |
| --------------------------------------- |
| 1. 江南の春 2. 己亥の歳 3. 紅葉（唱歌） |

ニコニコ超会議２限定ミニアルバム
2013年発表、ニコニコ超会議2等での限定発売
| トラックリスト                                    |
| ------------------------------------------------- |
| 1. 竹林の風（instrumental） 2. そそら巡り 3. 深紅 |

月に照らされ、風に揺れる華
2017年1月配信（ＣＤは「華風月結成5周年ライブ」会場等での限定発売）
| トラックリスト                                                                                          |
| --- |
| 1. はじまりのひかり 2. 事に感ず 3. 通りゃんせ 4. 親を夢む 5. 赤い屋根の家 6. 月に照らされ、風に揺れる華 |

幻想夜2024
2024年3月2日開催のライブ会場で限定販売、録り下ろしバックサウンド入り音源をCD-Rに収録
| トラックリスト                             |
| ------------------------------------------ |
| 1. 幻想夜2024 2. 幻想夜2024 -Instrumental- |

### 映像作品
First Tour Live DVD in Fukushima Iwaki 2012/9/1
2012年9月1日に行われた福島県いわき市バークイーンでのライブ演奏を収録。（約122分間。同時配信されたニコニコ生放送からの録画で、配信枠の制限のためアンコールの途中で終了している。）
華風月8周年記念ライブ映像集
2020年3月発表の期間限定配信（レンタル＆セル）。8周年記念ライブの延期に伴い、当初予定されていた日程での無観客スタジオライブ収録に加え、前年12月の京都のライブ映像を含めてパッケージ。